# Marele dodecicosidodecaedru
În geometrie marele dodecicosidodecaedru este un poliedru stelat uniform, cu indicele U61. Are 44 de fețe (20 de triunghiuri, 12 pentagrame și 12 decagrame), 120 de laturi și 60 de vârfuri. Având 44 de fețe este un tetracontatetraedru neconvex. Un poliedru neconvex are fețe care se intersectează care nu reprezintă laturi sau fețe noi. Doar cele marcate cu sfere aurii sunt vârfuri, iar cele cu linii argintii sunt laturi.
Are simbolul Wythoff 5/2 3 | 5/3 și diagrama Coxeter–Dynkin .

## Mărimi asociate

### Coordonate carteziene
Are același aranjament al vârfurilor cu un icosaedru trunchiat neuniform, coordonatele carteziene ale vârfurilor sale având lungimea laturii 2 și centrat în origine sunt toate permutările ale
{\displaystyle \left(\,\pm (2\varphi -3),\,\pm 1,\,\pm 1\,\right).}
precum și toate permutările pare ale
{\displaystyle \left(\,0,\,\pm (2-\varphi ),\,\pm (3-\varphi )\,\right).}
{\displaystyle \left(\,\pm (\varphi -1),\,\pm 2(\varphi -1),\,\pm (2-\varphi )\,\right).}
unde {\displaystyle \varphi ={\frac {1+{\sqrt {5}}}{2}}} este secțiunea de aur.

### Raza circumscrisă
Raza circumscrisă în funcție de lungimea laturilor a este aceeași cu a marelui rombidodecaedru:
{\displaystyle R={\frac {1}{2}}{\sqrt {11-4{\sqrt {5}}}}\,a\approx 0,716891\,a.}

### Volum
Următoarea formulă pentru volum V este stabilită pentru lungimea laturilor tuturor poligoanelor (care sunt regulate) a:
{\displaystyle V={\frac {2}{3}}\left(45-17{\sqrt {5}}\right)\,a^{3}\approx 4,657896\,a^{3}.}

## Poliedre înrudite
Are în comun aranjamentul vârfurilor cu marele dodecaedru trunchiat și cu doi compuși uniformi, compusul de șase prisme pentagonale, respectiv compusul de douăsprezece prisme pentagonale. În plus, are în comun aranjamentul laturilor cu marele rombicosidodecaedru neconvex (având în comun fețele triunghiulare și pentagramice) și cu marele rombidodecaedru (având în comun fețele decagramice).

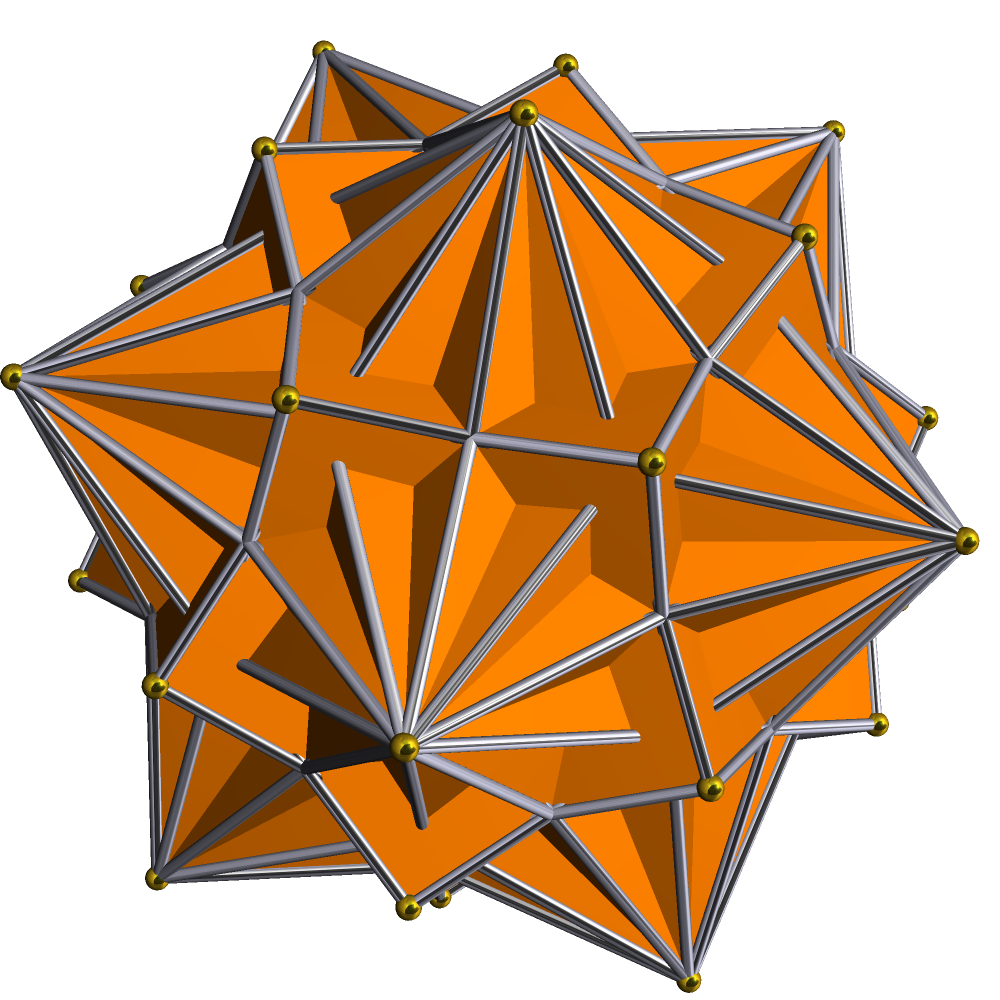
Dual: marele hexacontaedru dodecacronic

| Marele rombicosidodecaedru neconvex | Marele dodecicosidodecaedru       | Marele rombicosidodecaedru                |
| Marele dodecaedru trunchiat         | Compus de șase prisme pentagonale | Compus de douăsprezece prisme pentagonale |

### Poliedru dual
Dualul său este marele hexacontaedru dodecacronic.